# Комиссия по надзору за азартными играми острова Мэн
Комиссия по надзору за азартными играми острова Мэн (англ. Gambling Supervision Commission Isle of Man), (Комиссия, GSC) — официальный регулятор игорного бизнеса острова. Независимый орган занимается вопросами лицензирования, контроля всех форм азартных развлечений на своей территории.

## История создания
Комиссия по надзору за азартными играми острова Мэн была сформирована в 1962 году. Основная миссия ведомства — защита интересов игроков, обеспечение справедливости, честности игорной индустрии на острове. В круг полномочий ведомства изначально входило лицензирование, регулирование любых операций, связанных с какими-либо видами ставок. Вариант ведения деятельности соответствует Гибралтарской схеме регулирования бизнеса, характеризуется возможностью оформления долгосрочных лицензий и невысоким уровнем налоговых ставок.
В 2001 году остров Мэн стал первой юрисдикцией в мире, официально узаконившей понятие онлайн игорной индустрии. Требования, предъявляемые к деятельности электронных игровых компаний, изложены в Законе об азартных играх онлайн. Обязанности по регулированию Интернет сегмента также возложены на Комиссию. Первая лицензия на осуществление деятельности была выдана уже в том же — 2001 году.
С февраля 2009 года Gambling Supervision Commission Isle of Man занимается выдачей лицензий для онлайн казино, предлагающих игры с «живым» дилером.

## GSC сегодня
На сегодняшний день Комиссия по надзору за азартными играми острова Мэн — официальный регулятор всех видов игорного бизнеса на своей территории. В спектр ее полномочий входит лицензирование, контроль, управление:
- наземных заведений — казино, залов игровых автоматов, букмекерских контор, лотерей, аттракционов;
- онлайн казино, букмекерских компаний, действующих в юрисдикции острова Мэн.

Юридическое разделение бизнеса на категории отсутствует. Лицензиаты получают один пакет разрешительных документов — на игорную деятельность. Таким образом, операторы, оформившие лицензию GSC, имеют право на организацию работы любых видов заведений:
.* онлайн-казино с онлайн слотами, рулетками, карточными играми;
- ресурсов, предлагающих пиринговые игры: покер, бинго, нарды, проч.;
- букмекерских контор и тотализаторов;
- бирж, предлагающих телефонные ставки, участие в лотереях и сетевых играх;
- компаний, специализирующихся на финансовой торговле, за исключением торговли на разнице в курсах;
- порталов, принимающих ставки на фэнтези-спорт;
- прочих видов игорных заведений.

Законодательством острова Мэн предусмотрена также возможность оформление:
- основной лицензии, позволяющей заниматься организацией игорного бизнеса в Интернет;
- сублицензии, дающей возможность небольшим онлайн казино действовать от имени крупных брендов. Владельцы сублицензий в дальнейшем получают право на оформление основной лицензии.

## Условия получения игорной лицензии на острове Мэн
Хотя остров Мэн — территория, подвластная британской Короне, в юрисдикции действует собственное законодательство, соответственно, существуют различия в оформлении разрешительной документации. Тем не менее, в юрисдикции действуют достаточно строгие правила, что позволяет острову Мэн входить в «белый список» стран, имеющих право на продвижение, предоставление игорных услуг на территории Великобритании.
Основными требования для оформления лицензии острова Мэн являются:
- необходимость регистрации компании оператора непосредственно в юрисдикции;
- наличие минимум двух директоров. На должность назначаются только физические лица.
- необходимость назначения 1 уполномоченного должностного лица — члена компании, являющегося резидентом острова Мэн. В случае, если уполномоченная особа не имеет возможности проживания на территории, требуется назначение Менеджера операций.
- регистрация игроков осуществляется непосредственно в юрисдикции острова. Допускается возможность ведения деятельности по лицензии сетевых услуг.
- открытие торговых, игорных счетов в банках острова Мэн.

Заявитель может получить отказ в оформлении лицензии в случае, если Комиссия заподозрит намерения в открытии номинальной компании, предназначенной для осуществления деятельности исключительно на территории Великобритании, либо для создания дочерней фирмы для продвижения услуг в других странах мира, входящих в «белый список».
Перечень всех документов, необходимых для подачи заявления на оформление регистрации, представлен на страницах официального сайта Gambling Supervision Commission Isle of Man.
Все документы проходят тщательную проверку на достоверность представленных данных. Полная лицензия может быть получена только после оплаты соответствующих сборов.

## Финансовые сборы, налогообложение игорного бизнеса
В перечень государственных взносов, необходимых для получения разрешительных документов на осуществление деятельности в юрисдикции острова входят:
- административный сбор за рассмотрение заявления − GBP 1 000;
- регистрационный взнос − GBP 5 000
- ежегодная плата за использование полной игорной лицензии — GBP 35 000;
- ежегодный сбор для сублицензии — GBP 5 000.

Уровень налоговой ставки составляет:
- 1,5 % от общей выручки, если сумма поступлений не превышает GBP 20 млн;
- 0,5 % от валового оборота в случае общего дохода в пределах GBP 20 млн — 40 млн;
- 0,1 % от прибыли для операторов, выручка которых превышает GBP 40 млн.

Тотализаторы, букмекерские конторы оплачивают 15 % налога от пула игроков.

## Основные функции GSC
Спектр полномочий Комиссии по надзору за азартными играми острова Мэн входят:
- прием заявок, выдача лицензий, регулирование деятельности операторов.
- осуществление руководства, содействия на всех этапах процесса рассмотрения заявлений.
- мониторинг любых видов деятельности, включая маркетинговые мероприятия, на предмет их соответствия положениям законов и принципов честной игры.
- разработка, реализация стратегий тестирования оборудования, устройств с целью подтверждения случайности результатов всех азартных развлечений. Для получения лицензии соискатели обязаны пройти проверку своих программных систем в одной из специализированных компаний, одобренных Комиссией.
- расследование жалоб игроков, поданных в отношении лицензиатов.
- защита средств посетителей азартных заведений. Операторы обязаны обеспечить использование систем, гарантирующих сохранность средств и безопасность финансовых операций.

Комиссия не обладает полномочиями, позволяющими вернуть ставки, размещенные на добровольной основе и утраченные в честной игре. Однако пользователи могут обратиться к консультационным услугам специалистов и за помощью в возврате незаконно заблокированных средств и фактических выигрышей.

## Финансовая защита игроков
Обеспечению средств участников азартных развлечений Gambling Supervision Commission Isle of Man уделяет серьезное внимание. Заявление Комиссии гласит — основная задача Ведомства заключается в обеспечении защиты игроков.
Для достижения этой цели операторы обязуются:
- разработать соответствующую систему безопасности;
- все финансовые операции проводить в соответствии с законодательством острова Мэн;
- заключить договора с банками, обеспечивающие действие банковской гарантии. В случае если оператор не способен выплатить выигрыш, обязанности по переводу средств возлагаются на финансовое учреждение.

Комиссия регулярно занимается проведением выборочных проверок, позволяющих удостовериться в выполнении означенных условий, контролирует наличие на целевых счетах и фондах.
Проверка сайтов игорных операторов проводится независимыми аудиторами, обеспечивающими случайность результатов и справедливость игры. Комиссия также обеспечивает контроль рекламы и политику компаний, принимает на рассмотрение жалобы игроков.
Список операторов, действующих на основании лицензии GSC, представлен на сайте ведомства.

## Достоинства лицензирования на острове Мэн
Несмотря на достаточно строгие требования, многие операторы легализуют игорную деятельность под юрисдикцией острова. Такое положение обусловлено:
- вхождением лицензий GSC в «белый список», позволяющий рекламировать и предлагать услуги гражданам Великобритании. Косвенно данный факт может служить свидетельством того, что правительство Соединенного Королевства считает качество лицензий, соответствующим высоким стандартам ЕС.
- сравнительно невысоким уровнем взносов и государственных пошлин;
- возможность оформления сублицензий, создающих благоприятные условия для развития малого бизнеса;
- стабильность нормативной базы;
- либеральность британского законодательства.

В список лицензиатов острова Мэн входят многие мировые операторы гемблинговой индустрии, предлагающих услуги в сфере азартных игры, онлайн-покера, ставок на спорт. Известными компаниями, получившими право на ведение деятельности под юрисдикцией, стали операторы Paddy Power, PokerStars, Full Tilt Poker, Slotegrator.